# Daniel Brosinski
Daniel Brosinski (* 17. Juli 1988 in Karlsruhe) ist ein ehemaliger deutscher Fußballspieler. Er spielte bevorzugt in der Abwehr als rechter Außenverteidiger. Brosinski absolvierte unter anderem von 2014 bis 2022 über 200 Bundesligaspiele für den 1. FSV Mainz 05 und stand anschließend bis zu seinem Karriereende 2024 bei seinem Jugendverein Karlsruher SC unter Vertrag.

## Leben
Brosinski wuchs mit seinen Geschwistern in Karlsruhe auf und machte sein Abitur am als Eliteschule des Fußballs zertifizierten Otto-Hahn-Gymnasium im Karlsruher Stadtteil Waldstadt.

## Karriere

### Vereine
Brosinski spielte bis 2001 bei der SG Siemens Karlsruhe und schloss sich dann der Jugend des Karlsruher SC an. Im September 2006 kam er in der Regionalliga Süd für die zweite Mannschaft des Karlsruher SC erstmals im Erwachsenenbereich zum Einsatz; bis Ende der Saison 2007/08 absolvierte er insgesamt 31 Spiele unter Trainer Rainer Krieg. Einsätze im Profikader von Chefcoach Edmund Becker blieben ihm aber verwehrt. Er saß lediglich Ende 2007 bis zwei Bundesligaspielen auf der Bank.
In der Sommerpause 2008 wechselte Brosinski ablösefrei zum Erstliga-Aufsteiger 1. FC Köln und unterschrieb einen Dreijahresvertrag. In der Saison 2008/09 wurde er zunächst dreimal in der zweiten Mannschaft der Kölner in der Regionalliga West eingesetzt. Sein Bundesliga-Debüt in der ersten Mannschaft des 1. FC Köln gab er am 21. Februar 2009 beim 2:1-Sieg beim FC Bayern München, bei dem er den Treffer zum 2:0 erzielte. Bis Ende der Folgesaison 2009/10 kam er auf insgesamt 18 Einsätze in der Bundesliga; in der Hinrunde der Saison 2010/11 wurde er nicht mehr eingesetzt. Anfang Januar 2011 wurde sein Vertrag beim 1. FC Köln aufgelöst; Brosinski unterschrieb anschließend einen Vertrag beim SV Wehen Wiesbaden und spielte in der Rückrunde der Drittligasaison 2010/11 alle 19 Ligaspiele, in denen er fünf Tore erzielte. Im Sommer 2011 ging er für zwei Saisons zum Zweitligisten MSV Duisburg. Im Sommer 2013 wechselte er ablösefrei zur SpVgg Greuther Fürth, bei der er einen Zweijahresvertrag unterschrieb. Für die Fürther absolvierte er in der Saison 2013/14 alle 34 Ligaspiele und scheiterte mit der Mannschaft nach Saisonende in den Relegationsspielen zur Bundesliga am Hamburger SV.
Zur Spielzeit 2014/15 ging Brosinski zum Bundesligisten 1. FSV Mainz 05. Bei den Mainzern war er von Beginn an Stammspieler als rechter Außenverteidiger. Er absolvierte in sechs Saisons in Folge jeweils mindestens 25 Bundesligaspiele und wurde in vieren der sechs Spiele der Gruppenphase der Europa League 2016/17 eingesetzt, aus der die Mainzer als Gruppendritte ausschieden. In seinem siebten Jahr bei den Mainzern spielte er noch in 21 Bundesligaspielen. In der Saison 2021/22 kam der inzwischen 33-Jährige überwiegend als Einwechselspieler zum Einsatz und absolvierte nur noch elf Ligaspiele. Nach der Saison endete seine Vertragslaufzeit. Er verließ Mainz 05 nach acht Jahren und 223 Pflichtspielen, in denen er zum erfahrenen Führungsspieler geworden war.
Brosinski war seitdem ohne Verein; er nahm in der Sommerpause 2022 bei seinem Jugendclub, dem Karlsruher SC, am Training teil. Der Zweitligist stattete den Abwehrspieler zu Beginn des Jahres 2023 mit einem Vertrag, der bis zum Ende der Saison 2022/23 lief, aus. Bis Saisonende kam Brosinski in zehn Zweitligaspielen zum Einsatz. Nach der Saison war er zunächst vertragslos, trainierte aber weiterhin beim KSC. Schließlich unterschrieb er am 15. August 2023, vor dem dritten Spieltag der Zweitligasaison 2023/24, einen neuen Einjahresvertrag. Damit ist er Mannschaftskamerad von Lars Stindl, mit dem er bereits in der Jugend in Karlsruhe gespielt hatte. Stindl war vor der Saison zum KSC zurückgekehrt. Im April 2024 gab Brosinski bekannt, nach Ende der Saison 2023/24 seine aktive Laufbahn zu beenden.

### Nationalmannschaft
Daniel Brosinski spielte für die Junioren-Nationalmannschaften des DFB von der U-18 bis zur U-20. 2007 qualifizierte er sich mit der U-19-Nationalmannschaft um Mesut Özil, Jérôme Boateng und Benedikt Höwedes für die Europameisterschaft in Österreich. An dem Turnier nahm er jedoch nicht teil; er stand auf Abruf im erweiterten Kader. Dennoch gelang ihm der Sprung in die U-20-Nationalmannschaft. Insgesamt spielte er viermal für die U-20 und erzielte ein Tor.